# Washington Old Hall

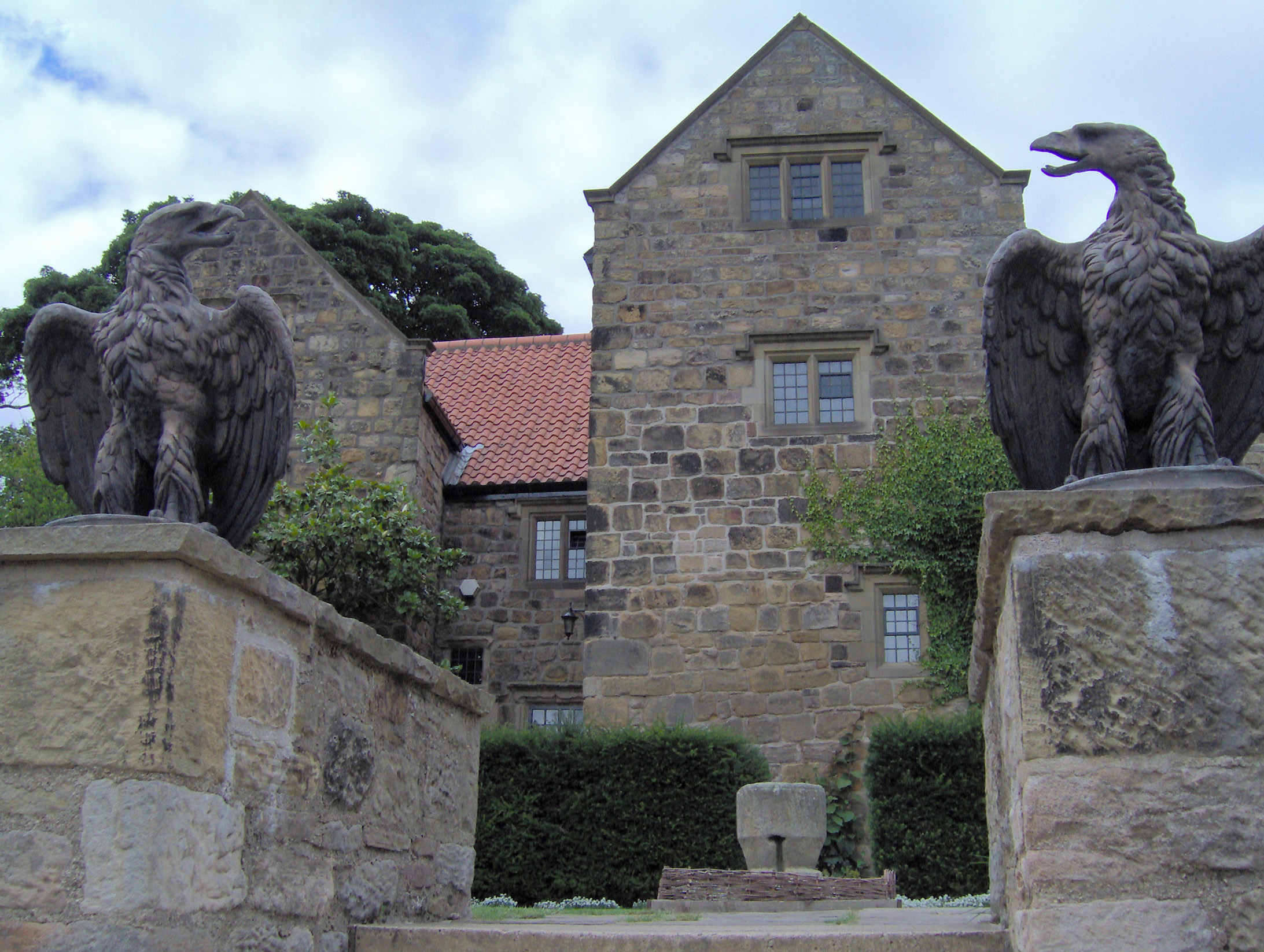
Washington Old Hall

Washington Old Hall ist ein Herrenhaus im Zentrum von Washington im Nordosten Englands. Das Herrenhaus war der Stammsitz der Familie von George Washington, dem ersten Präsidenten der Vereinigten Staaten.

## Geschichte
William de Hertburne, ein Vorfahre von George Washington, pachtete vermutlich das Wessyngtonland vom Bischof von Durham für eine jährliche Pacht von 4 £. Kurz darauf änderte er seinen Namen in William de Wessyngton (später Washington). Obwohl er die Rechtschreibung der normannischen Sprache verwendete (basierend auf einer mittelenglischen Wiedergabe des Originals), wird der Nachlass im Angelsächsischen, ursprünglich als Hwæssaingatūn genannt, was so viel bedeutet wie „Güter der Nachkommen von Hwæssa“ (Hwæssa wurde im modernen Englisch zu Wassa). Im Jahre 1613 zog die Washington-Familie in den Süden nach Sulgrave Manor, das Herrenhaus wurde an den Bischof von Durham verkauft.
Washington Old Hall wurde bis ins 19. Jahrhundert als Wohnsitz verwendet, bis es als Mietshaus allmählich verfiel. Im Jahre 1936 wurde das Gebäude für unbewohnbar erklärt, aber vor dem Abriss von Fred Hill, einem örtlichen Lehrer, gerettet, indem er für die Restaurierung des Gebäudes die „Friends of the Old Hall“ gründete. Die Instandsetzungsarbeiten wurden während des Zweiten Weltkriegs pausiert und schließlich im Jahr 1955 abgeschlossen. 1957 übernahm der National Trust die Verantwortung für das Gebäude.
Als Ergebnis der historischen Verbindungen zwischen Washington, D.C. und der City of Sunderland ist ein „Freundschaftsvertrag“, der die Hoffnung auf kulturelle und wirtschaftliche Beziehungen zueinander ankündigt, bezeugt.
Die Wessyngton-(Washington)-Familie ist seit dem frühen 14. Jahrhundert nicht mehr im Besitz von Washington Old Hall, als Sir William Mallory Dionysia Tempest, die letzte Wessyington-Erbin, in der Hall heiratete. Dionysia war die Tochter von Sir William Tempest und seiner Cousine, Eleanor Wessyington. Der Verkauf im Jahr 1613 geschah durch Sir John Mallory und Anna Eure, Investoren in der Virginia-Charter; Sir John Mallory war ein Nachfahre von Sir William Mallory und Dionysia Tempest.